# Bazarak
Bazarak (Perzisch: بازارک) is de hoofdstad van de provincie Panjshir, gelegen in het noorden van Afghanistan. De bevolking van Bazarak bestaat vooral uit Tadzjieken.